# Zhigzhidiin Mönjbat
Zhigzhidiin Mönjbat (en mongol: Жигжидийн Мөнхбат; Töv, República Popular de Mongolia; 1 de junio de 1941-Ulán Bator; 9 de abril de 2018), también conocido como Jigjidiin Mönkhbat, fue un luchador y medallista olímpico mongol. 
En los Juegos Olímpicos de México 1968 ganó la medalla de plata en lucha libre en la categoría de peso medio, por detrás del medallista de oro, Boris Mijáilovich Gurévich de la Unión Soviética, y por delante de Prodan Gardzhev de Bulgaria. Es el padre del luchador profesional de sumo Hakuhō Shō, que ostenta el rango de yokozuna y tiene el récord de más torneos ganados en la historia de dicho deporte.
Fue un titán en la lucha mongola, el máximo rango que se puede obtener en este deporte. Ganó seis campeonatos Naadam de 1963 a 1967 y también en 1974. Los cinco títulos consecutivos solo han podido ser igualados por otros dos atletas en la historia moderna de este deporte.